# Kealyn Thomas
Kealyn Thomas (Eindhoven, 27 juli 2005) is een voetbalspeelster uit Nederland. Ze speelt als middenvelder voor AZ. Thomas is Nederands jeugdinternational.

## Clubcarrière
Thomas speelde in de jeugd bij VV UNA. In 2021 stapte ze over naar de jeugdopleiding van PSV.
In het seizoen 2021/22 werd Thomas met Jong PSV kampioen van de Eerste Divisie vrouwen. Hierdoor mocht Jong PSV in het seizoen 2022/23 meedoen aan de KNVB Beker en hierin wist het de halve finales te behalen. Dit was nog niet eerder door een jeugdteam behaald.
Op 20 oktober 2023 maakte Thomas haar debuut voor PSV in de Vrouwen Eredivisie in een thuiswedstrijd tegen FC Utrecht. Thomas mocht in de 83ste minuut invallen voor Laura Strik. In de volgende thuiswedstrijd tegen FC Twente mocht Thomas opnieuw invallen voor Laura Strik.
Thomas stapte in de zomer van 2024 over naar competitiegenoot AZ. Hier tekende ze haar eerste profcontract in de Vrouwen Eredivisie tot medio 2026.

## Statistieken
| Seizoen | Club   | Competitie | Competitie | Competitie | Beker | Beker | Overig | Overig | Totaal | Totaal |
| Seizoen | Club   | Competitie | Wed.       | Dlp.       | Wed.  | Dlp.  | Wed.   | Dlp.   | Wed.   | Dlp.   |
| ------- | ------ | ---------- | ---------- | ---------- | ----- | ----- | ------ | ------ | ------ | ------ |
| 2023/24 | PSV    | Eredivisie | 2          | 0          | 0     | 0     | 0      | 0      | 2      | 0      |
| 2024/25 | AZ     | Eredivisie | 0          | 0          | 0     | 0     | 0      | 0      | 0      | 0      |
| Totaal  | Totaal | Totaal     | 2          | 0          | 0     | 0     | 0      | 0      | 2      | 0      |

Bijgewerkt t/m 17 juni 2024.

## Interlandcarrière
Kealyn Thomas is als jeugdinternational voor meerdere jeugdteams van Nederland uitgekomen. Met Nederland onder 17 kwam Thomas uit op het EK 2022 in Bosnië en Herzegovina.
Op 3 september 2022 maakte Thomas haar debuut voor Nederland onder 19 in een wedstrijd tegen de leeftijdsgenoten van België. In 2023 kwam Thomas met Nederland onder 19 uit op het EK 2022 waarin de halve finale werd behaald.
In 2024 speelde Thomas met Nederland onder 20 het WK 2024 in Colombia.